# نادي سانت جوسيب لكرة السلة
نادي سانت جوسيب لكرة السلة (بالإسبانية: Club Bàsquet Sant Josep Girona)‏ كان فريق كرة سلة إسباني تأسس في سنة 1962 يقع في جرندة، كتالونيا، إسبانيا. تم حل الفريق في سنة 2013.

## أبرز اللاعبين
- كويم كوستا
- داريل ميدلتون
- رافائيل جوفريسا
- مارك جاسول
- غريغور فوكا

## وصلات خارجية
- الموقع الرسمي